# Ваља Мерилор (Олт)
Ваља Мерилор (рум. Valea Merilor) насеље је у Румунији у округу Олт у општини Поткоава. Oпштина се налази на надморској висини од 162 m.

## Становништво
Према подацима из 2002. године у насељу је живело 1213 становника, од којих су сви румунске националности.